# Saint-Forgeot
Pour les articles homonymes, voir Saint-Forgeot.
Saint-Forgeot est une commune française située dans le département de Saône-et-Loire, en région Bourgogne-Franche-Comté.

## Géographie
Saint-Forgeot est à 5 km au nord d'Autun, sur la rive droite de l'Arroux, affluent de la Loire, et le long de la RD 980 Saulieu-Autun.

### Géologie

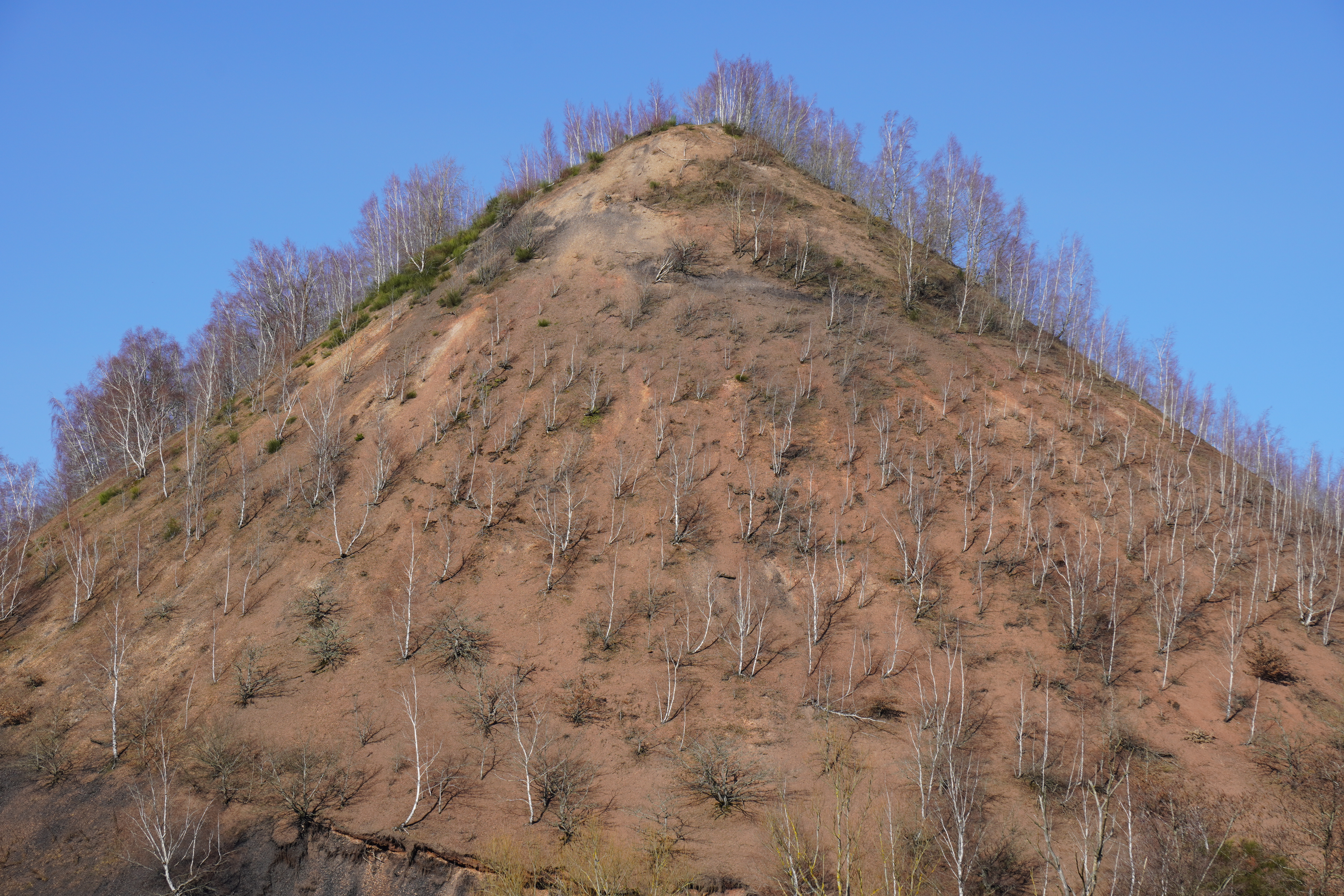
Détail de l'un des deux terrils de schiste rouge de la mine des Télots.

Saint-Forgeot repose sur le gisement de schiste bitumineux d'Autun qui a donné son nom à la période géologique à laquelle il s'est formé : l'Autunien, qui s'étage entre −299 et −285 millions d'années. Il est exploité de façon industrielle dans le secteur de 1824 à 1957, notamment dans la mine des Télots,.

### Climat
Pour des articles plus généraux, voir Climat de la Bourgogne-Franche-Comté et Climat de Saône-et-Loire.
En 2010, le climat de la commune est de type climat océanique dégradé des plaines du Centre et du Nord, selon une étude du Centre national de la recherche scientifique s'appuyant sur une série de données couvrant la période 1971-2000. En 2020, Météo-France publie une typologie des climats de la France métropolitaine dans laquelle la commune est exposée à un climat océanique altéré et est dans la région climatique Lorraine, plateau de Langres, Morvan, caractérisée par un hiver rude (1,5 °C), des vents modérés et des brouillards fréquents en automne et hiver.
Pour la période 1971-2000, la température annuelle moyenne est de 10,3 °C, avec une amplitude thermique annuelle de 16,9 °C. Le cumul annuel moyen de précipitations est de 886 mm, avec 12,3 jours de précipitations en janvier et 7,5 jours en juillet. Pour la période 1991-2020, la température moyenne annuelle observée sur la station météorologique de Météo-France la plus proche, « Autun », sur la commune d'Autun à 6 km à vol d'oiseau, est de 10,7 °C et le cumul annuel moyen de précipitations est de 857,2 mm. 
La température maximale relevée sur cette station est de 40 °C, atteinte le 12 août 2003 ; la température minimale est de −18,3 °C, atteinte le 20 décembre 2009,,.
Les paramètres climatiques de la commune ont été estimés pour le milieu du siècle (2041-2070) selon différents scénarios d'émission de gaz à effet de serre à partir des nouvelles projections climatiques de référence DRIAS-2020. Ils sont consultables sur un site dédié publié par Météo-France en novembre 2022.

## Urbanisme

### Typologie
Au 1er janvier 2024, Saint-Forgeot est catégorisée commune rurale à habitat dispersé, selon la nouvelle grille communale de densité à sept niveaux définie par l'Insee en 2022.
Elle est située hors unité urbaine. Par ailleurs la commune fait partie de l'aire d'attraction d'Autun, dont elle est une commune de la couronne,. Cette aire, qui regroupe 42 communes, est catégorisée dans les aires de moins de 50 000 habitants,.

### Occupation des sols
L'occupation des sols de la commune, telle qu'elle ressort de la base de données européenne d’occupation biophysique des sols Corine Land Cover (CLC), est marquée par l'importance des territoires agricoles (76,6 % en 2018), en diminution par rapport à 1990 (78,2 %). La répartition détaillée en 2018 est la suivante : prairies (63,4 %), forêts (21,7 %), terres arables (8,8 %), zones agricoles hétérogènes (4,5 %), zones urbanisées (1,6 %). L'évolution de l’occupation des sols de la commune et de ses infrastructures peut être observée sur les différentes représentations cartographiques du territoire : la carte de Cassini (XVIIIe siècle), la carte d'état-major (1820-1866) et les cartes ou photos aériennes de l'IGN pour la période actuelle (1950 à aujourd'hui).

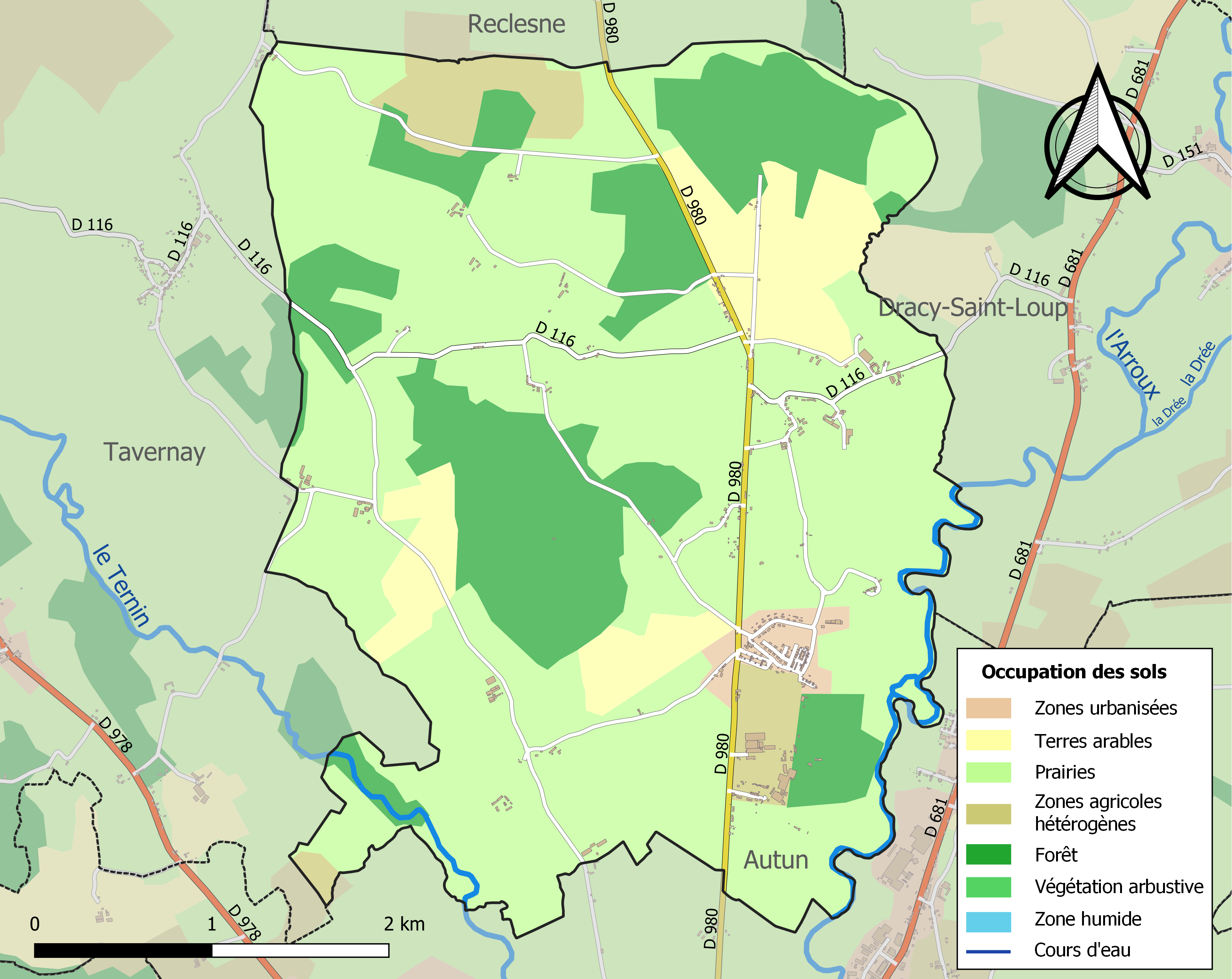
Carte des infrastructures et de l'occupation des sols de la commune en 2018 (CLC).

## Histoire
La mine des Télots exploite du schiste bitumineux de manière industrielle de 1865 à 1957. De l'huile de schiste est produite dès 1837. Une usine de distillation du pétrole est ouverte en 1936,.

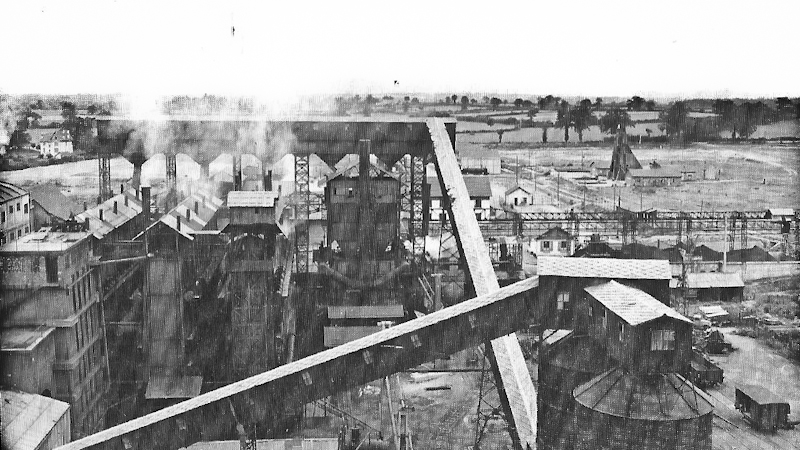
L'usine de distillation.
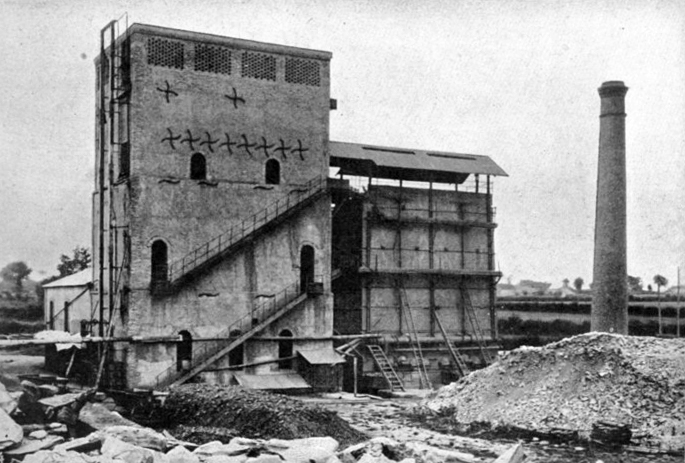
Le concassage-stockage.

Le 1er janvier 2013, la commune rejoint la communauté de communes de l'Autunois.

## Politique et administration
| Période                                  | Période  | Identité        | Étiquette | Qualité |
| ---------------------------------------- | -------- | --------------- | --------- | ------- |
| juin 1995                                | en cours | Norbert Labille |           |         |
| Les données manquantes sont à compléter. |          |                 |           |         |

## Démographie
L'évolution du nombre d'habitants est connue à travers les recensements de la population effectués dans la commune depuis 1793. Pour les communes de moins de 10 000 habitants, une enquête de recensement portant sur toute la population est réalisée tous les cinq ans, les populations de référence des années intermédiaires étant quant à elles estimées par interpolation ou extrapolation. Pour la commune, le premier recensement exhaustif entrant dans le cadre du nouveau dispositif a été réalisé en 2004.

En 2022, la commune comptait 434 habitants, en évolution de −9,77 % par rapport à 2016 (Saône-et-Loire : −1,06 %, France hors Mayotte : +2,11 %).
| 1793 | 1800 | 1806 | 1821 | 1831 | 1836 | 1841 | 1846 | 1851 |
| ---- | ---- | ---- | ---- | ---- | ---- | ---- | ---- | ---- |
| 296  | 510  | 273  | 311  | 311  | 340  | 383  | 386  | 420  |

| 1856 | 1861 | 1866 | 1872 | 1876 | 1881 | 1886 | 1891 | 1896 |
| ---- | ---- | ---- | ---- | ---- | ---- | ---- | ---- | ---- |
| 423  | 459  | 527  | 478  | 522  | 512  | 515  | 520  | 531  |

| 1901 | 1906 | 1911 | 1921 | 1926 | 1931 | 1936 | 1946 | 1954 |
| ---- | ---- | ---- | ---- | ---- | ---- | ---- | ---- | ---- |
| 522  | 503  | 450  | 439  | 432  | 599  | 631  | 714  | 683  |

| 1962 | 1968 | 1990 | 1999 | 2004 | 2006 | 2009 | 2014 | 2019 |
| ---- | ---- | ---- | ---- | ---- | ---- | ---- | ---- | ---- |
| 551  | 549  | 508  | 478  | 525  | 518  | 509  | 488  | 443  |

| 2022 | - | - | - | - | - | - | - | - |
| ---- | - | - | - | - | - | - | - | - |
| 434  | - | - | - | - | - | - | - | - |

## Lieux et monuments

### Patrimoine industriel
Les terrils de schiste et les vestiges miniers des Télots,,.

Les vestiges miniers des Télots.
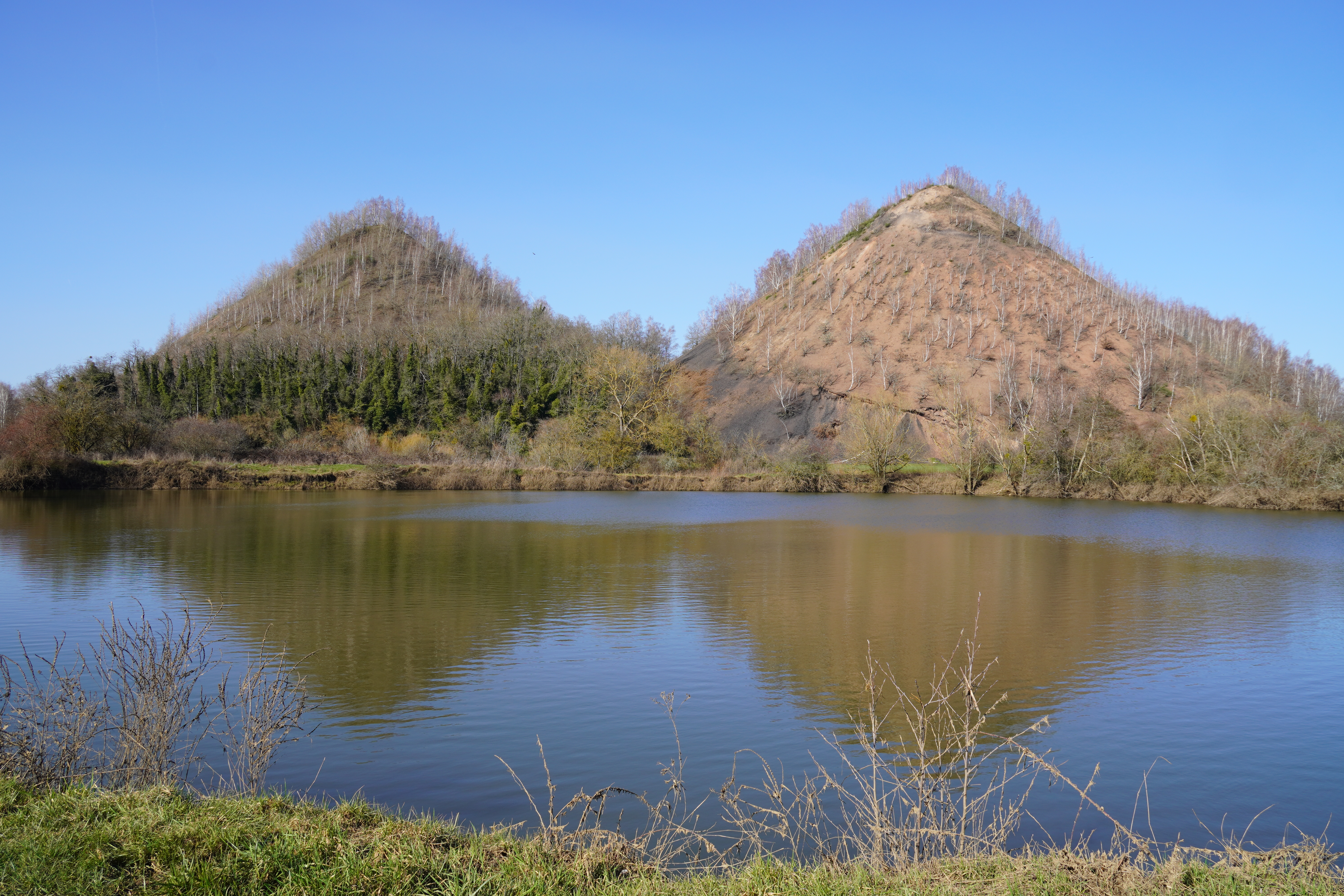
Les deux terrils.
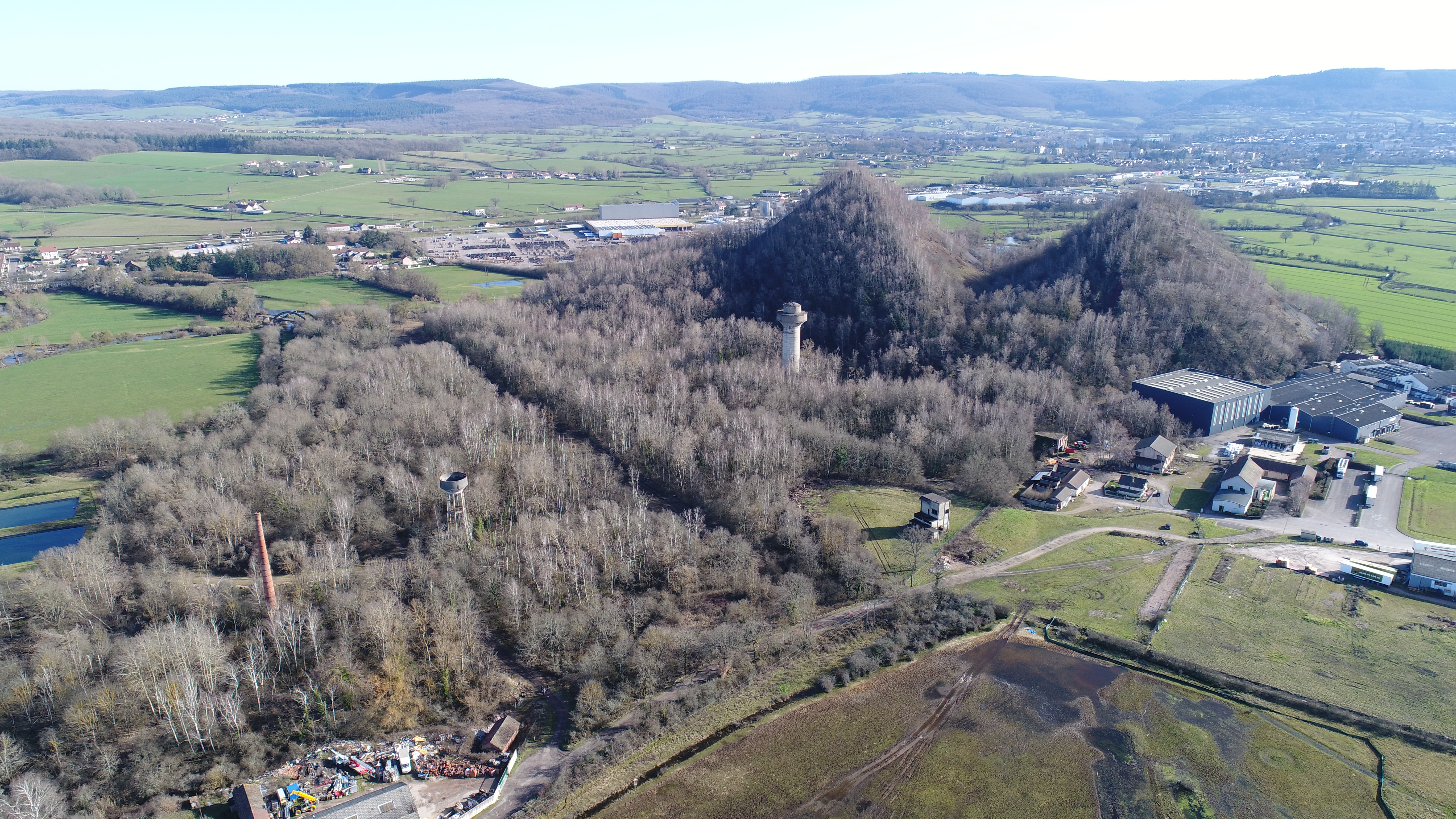
Vue générale aérienne.
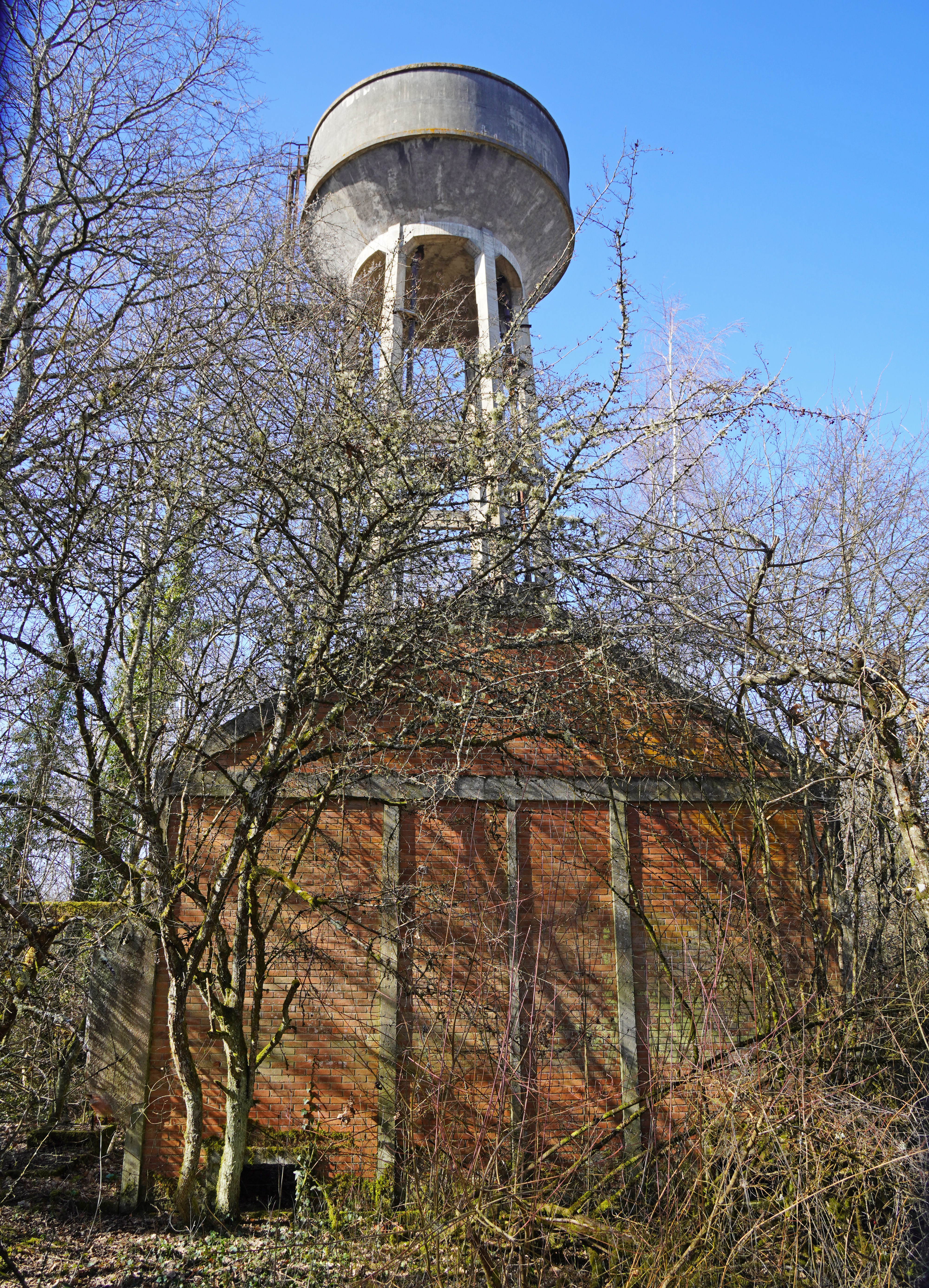
Château d'eau.
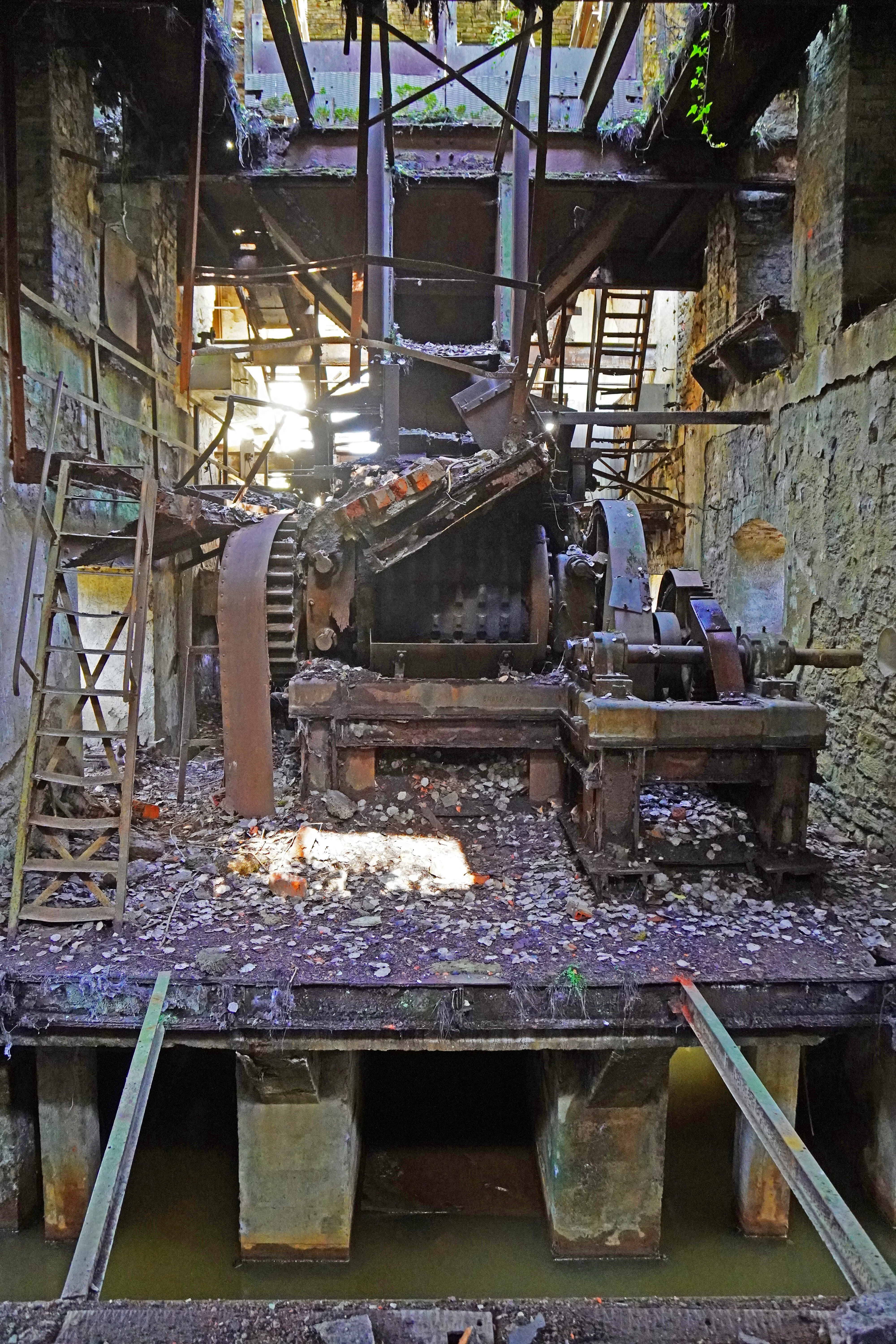
Concasseur.
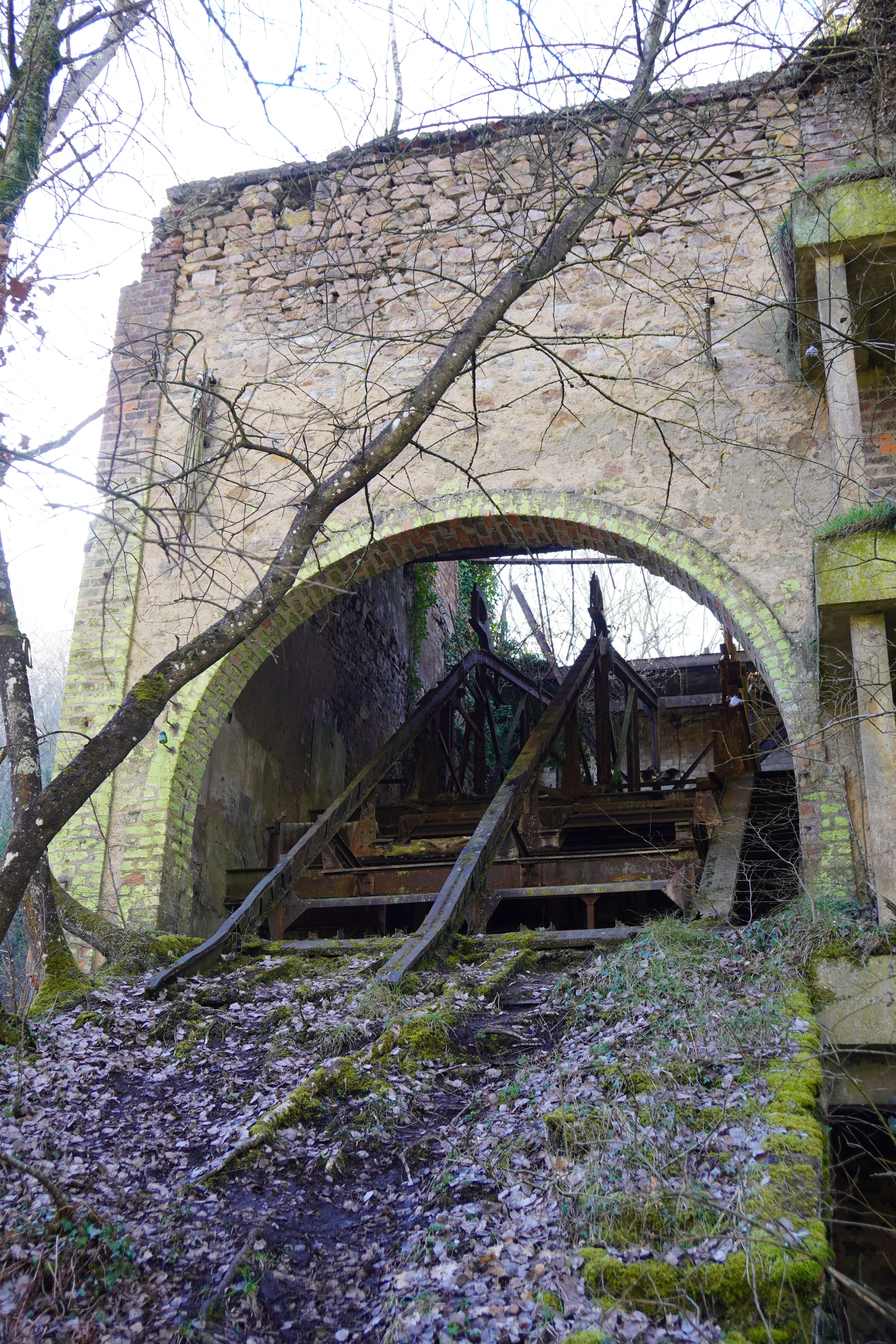
Machinerie de la descenderie.

Le carreau de Millery, ancienne descenderie liée au Télots,.

Le carreau de Millery.
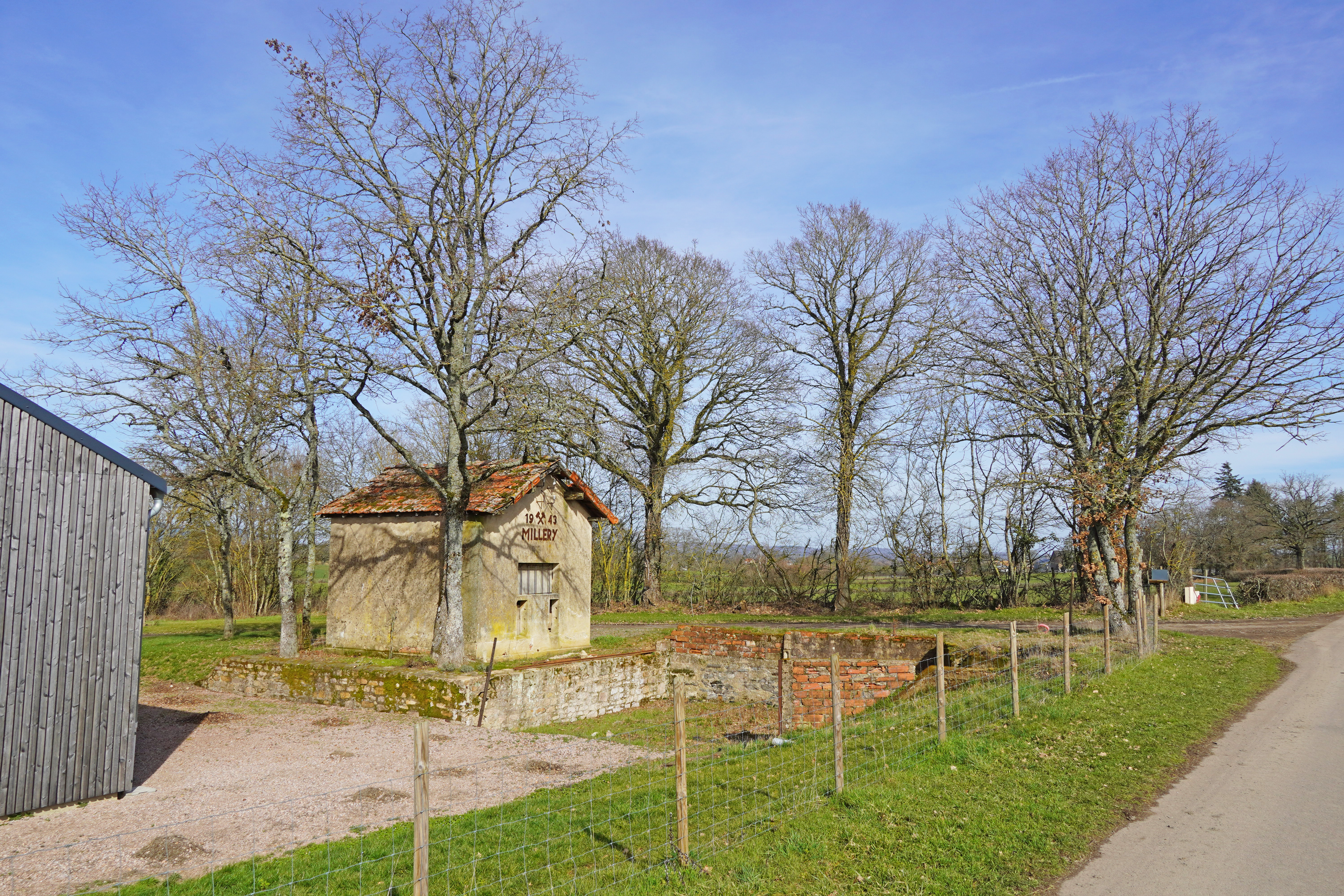
Vue d'ensemble.
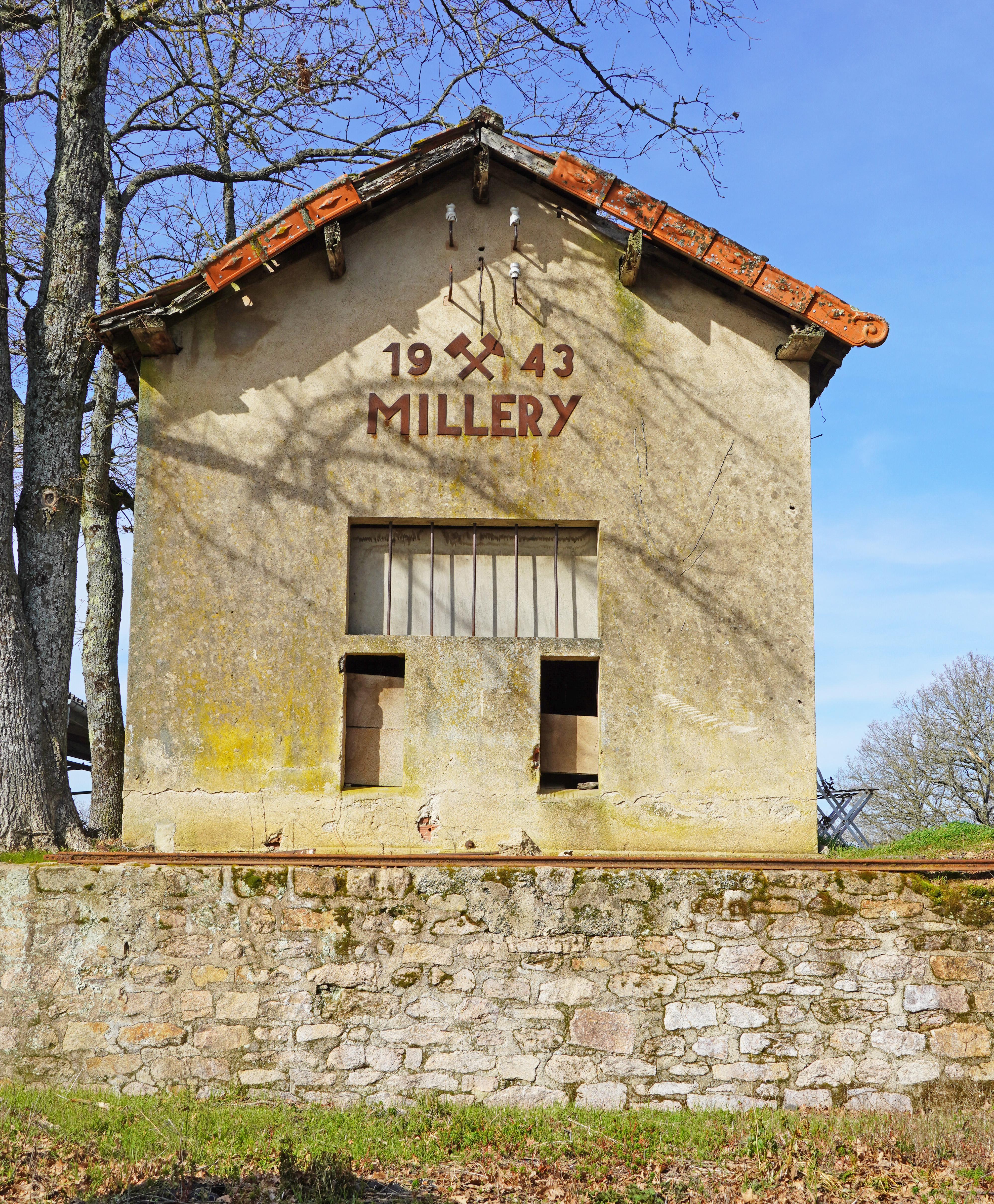
Treuil.
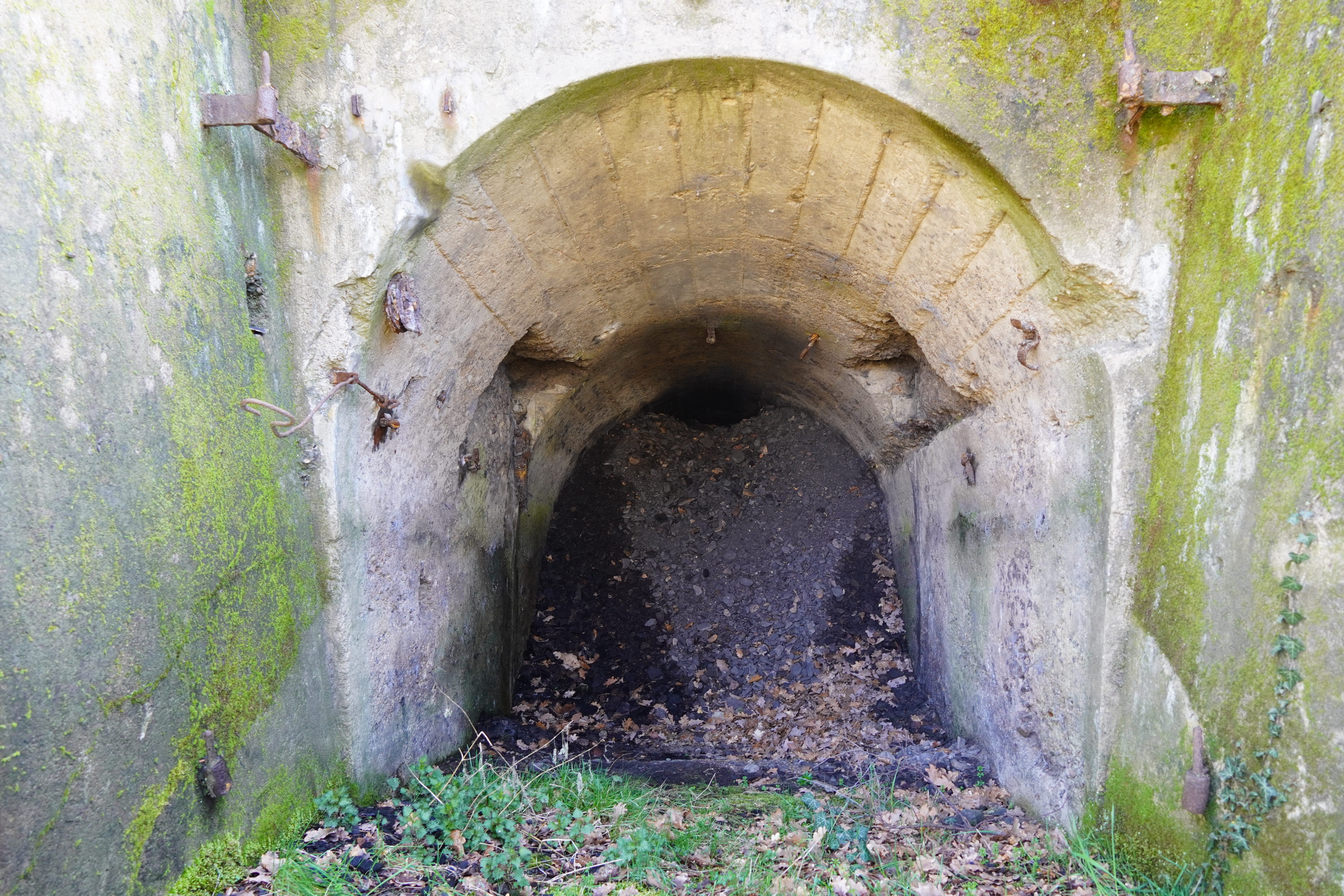
L'entrée remblayée.
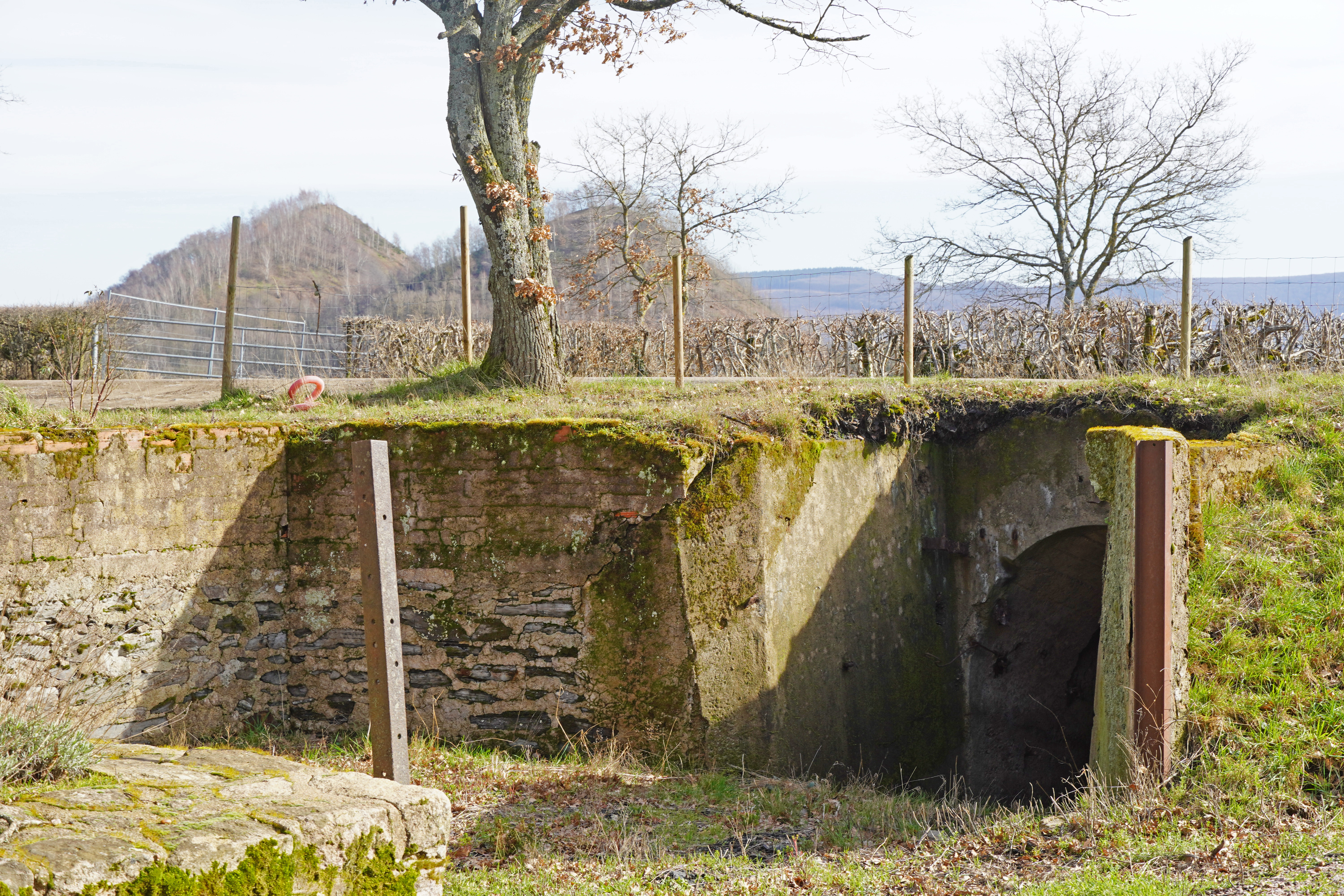
L'entrée avec les terrils des Télots en arrière-plan.

### Patrimoine religieux
- Église Saint-Ferréol.

## Personnalités liées à la commune
Hippolyte Abord (1825-1904), est maire de Saint-Forgeot de 1870 à 1904, avocat de profession, il est l'auteur  de l'Histoire de la Réforme et de la Ligue dans la ville d'Autun et dans l'autunois.

## Pour approfondir